# Зенин, Владимир Яковлевич
Владимир Яковлевич Зенин (22 октября 1928, х. Пролетарский — 2 июля 1982) — передовик советской горнодобывающей промышленности, бригадир горнопроходческой бригады Степной экспедиции Министерства геологии СССР, Володарский район Северо-Казахстанской области. Герой Социалистического Труда (1971).

## Биография
Родился 22 октября 1928 года на хуторе Пролетарский Троицкого района (ныне — Тюльганский район Оренбургской области) в рабочей семье.
Вскоре семья переехала в Сталинский район Фрунзенской области Киргизской АССР.
Окончил семь классов Беловодской средней школы. С 1942 года трудился разнорабочим в колхозе имени Кагановича Сталинского района.
В 1948 (декабрь) — 1951 годах служил в рядах Советской армии.
После демобилизации работал проходчиком, бригадиром горнопроходческой бригады Казахской поисково-разведочной экспедиции в Карагандинской и Семипалатинской областях.
С 1970 года — бригадир, горно-проходческой бригады ГРП № 92 Володарского района Кокчетавской области. В течение многих лет бригада Зенина выступала инициатором скоростных проходок тяжёлых подземных выработок, постоянно наращивая темпы работ.
Указом Президиума Верховного Совета СССР от 20 апреля 1971 года удостоен звания Героя Социалистического Труда с вручением ордена Ленина и золотой медали «Серп и Молот»
В начале 1980-х работал горным инженером — наставником геолого-разведочной экспедиции № 92 Степного производственного геологического объединения «Степгеология» Министерства геологии СССР.
Проживал в селе Новоукраинка Володарского района Северо-Казахстанской области.
Скончался 2 июля 1982 года. Похоронен на православном кладбище села Саумалколь.

## Награды
- Герой Социалистического Труда — указом Президиума Верховного Совета СССР от 20 апреля 1971 года
- два ордена Ленина
- Орден Трудового Красного Знамени
- Знак «Шахтёрская слава» 3 и 2 степеней[1]